# 掉舉
掉舉，又稱掉，佛教術語，意為因為思想憶念多種不同情境，使心進入浮動不安的狀態。是會帶來煩惱的心所，列入五蓋、十纏與五上分结，為昏沈的相反。說一切有部列為大煩惱地法之一，法相宗列入二十隨煩惱之中。

## 概論
掉舉是心不安靜的狀態，源自於貪，會阻礙修行奢摩他。
當過度精進，缺少三摩地來平衡，會產生掉舉。七覺支中的輕安、定與捨，可用於克服掉舉。